# Polyipnus nuttingi
Polyipnus nuttingi är en fiskart som beskrevs av Gilbert, 1905. Polyipnus nuttingi ingår i släktet Polyipnus och familjen pärlemorfiskar. Inga underarter finns listade i Catalogue of Life.